# Холлинджер, Дэвид
Дэвид Холлинджер (David Albert Hollinger, род. 25 апреля 1941, Чикаго) — американский историк, эссеист, специалист по интеллектуальной и этно-расовой истории США периода после Гражданской войны. Эмерит-профессор Калифорнийского университета в Беркли, прежде профессор Мичиганского университета, член Американской академии искусств и наук и Американского философского общества (2017). В 2010–2011 годах был президентом Организации американских историков.

## Биография
Окончил Колледж Ла-Верна (бакалавр, 1963). В Калифорнийском университете в Беркли получил степени магистра (1965) и доктора философии (1970, диссертация «Morris R. Cohen and the scientific ideal»). Первую работу опубликовал в 1968 году.
С 1969 по 1977 год в Университете штата Нью-Йорк в Буффало вырос от лектора до ассоциированного профессора.
С 1977 по 1992 год профессор Мичиганского университета.
С 1992 года профессор Калифорнийского университета в Беркли, в 1998—2001 годах канцлеровский профессор, с 2001 года именной (Hotchkis Professor) и с 2013 года эмерит.
В 2010—2011 годах президент Организации американских историков.
Член Общества американских историков.
Автор книг Post-Ethnic America: Beyond Multiculturalism (3rd edition, 2006) и Cosmopolitanism and Solidarity (2006) и др.